# The Rising (pjesma)
"The Rising" je naslovna pjesma s dvanaestog albuma Brucea Springsteena The Rising iz 2002. Bavila se terorističkim napadima 11. rujna na New York, a bila je nominirana za Grammy za pjesmu godine te osvojila Grammy za najbolju rock pjesmu i najbolju mušku vokalnu rock izvedbu.

## Povijest i teme
Pjesma je napisana u kasnoj fazi snimanja albuma The Rising. Springsteen se nije mogao oteti dojmu središnjeg motiva dana, onih koji su se "penjali u... što?" Zato pjesma govori o vatrogascu Njujorške vatrogasne uprave koji se penje u tornjeve Svjetskog trgovačkog centra nakon što su ih udarili oteti avioni. Stihovi opisuju nadrealno, očajno okruženje u kojem se on nalazi:
Can't see nothin' in front of me,
Can't see nothin' coming up behind ...
I make my way through this darkness,
I can't feel nothing but this chain that binds me.
Lost track of how far I've gone
How far I've gone, how high I've climbed ...
On my back's a sixty-pound stone
On my shoulder a half mile of line
Refreni su žešći s poznatom bubnjarskom dionicom i onom vokalnom u obliku "Li, li, li" koja sugerira Aleluja, ali kako pjesma napreduje stihovi otkrivaju još užasniju situaciju. Uvode se slike vatrogasnih strojeva i Križ svetog Florijana, a tada, u "vrtu tisuću uzdaha" sličnom groblju iz Shakespeareove Dvanaeste noći, niz posljednjih vizija: njegova žena, njegova djeca, sve ljudska iskustva:
Sky of blackness and sorrow ( dream of life)
Sky of love, sky of tears ( dream of life)
Sky of glory and sadness ( dream of life)
Sky of mercy, sky of fear ( dream of life)
Sky of memory and shadow ( dream of life)
Religijske slike u pjesmi uključuju reference na Blaženu Djevicu Mariju, Mariju Magdalenu kako susreće Uskrslog Krista na uskrsno jutro ("I see Mary in the garden") i Krv Kristovu. Pisac Jeffrey Symynkywicz ocjenjuje pjesmu kao "uskrsnu himnu koja se diže iz tame i očaja 11. rujna, iskustvo nacionalnog Dobrog petka ako ono uopće postoji."

## Izdanje
Singl je objavljen prije albuma, pojavivši se prvi put na AOL First Listen 24. lipnja 2002., a službeno 16. lipnja. Marketing se ponajviše trudio istaknuti povezanost singla i kasnijeg albuma s 11. rujnom i prvim studijskim albumom Springsteena i E Street Banda u 15 godina. "The Rising" je označio i prvu Springsteenovu suradnju s producentom Brendanom O'Brienom. Iako "The Rising" nije bio pop hit, zauzevši tek 62. poziciju na Billboardovoj ljestvici Hot 100, isprva je često emitiran na radijskim postajama. Singl se u SAD-u probio na 24. mjesto ljestvice Mainstream Rock Tracks, 16. na ljestvici Adult Contemporary i 1. mjesto ljestvice Triple-A. Nije se uspio probiti na britansku ljestvicu singlova.
Za pjesmu nije snimljen spot.
"The Rising" je uključena na oba kasnija Springsteenova kompilacijska albuma, The Essential Bruce Springsteen iz 2003. i Greatest Hits iz 2009. Koncertna izvedba pjesme objavljena je na video izdanju Live in Barcelona iz 2003.

## Kritike
Reakcije kritičara bile su uglavnom pozitivne. Allmusic ju je nazvao "jednom od najboljih pjesama g. Springsteena. To je himna, ali ne u smislu u kojem se misli na njegov rad. Ova himna je poziv da se dijeli sve, da se prihvati sve, da se kroz sve krene individualno i zajedno." Rolling Stone je bio zabrinut da bi, "Kao što je to bilo i s 'Born in the U.S.A.' naslov ... mogao neke, posebno one žedne osvete, pogrešno uputiti da sam Springsteen nije sklon tugovanju. On ne poziva na nacionalno uzdizanje, nego ono više: prelaženje preko ogromnih gubitaka i drevne mržnje." The New York Times je opisao "The Rising" kao djelo u kojem je "zagrobni život jednog čovjeka beskrajno tugovanje za fizičkim dodirom onih koji su nestali, a glazba se penje k bučnom slavlju kao čin volje."

## Povijest koncertnih izvedbi
Springsteen i E Street Band su izveli "The Rising" na svim promotivnim televizijskim nastupima za album. Bila je to ključna pjesma tijekom cijelog The Rising Toura 2002. i 2003. Time se misli kako je obično otvarala koncerte, a u drugim slučajevima je izvođena kao druga ako je prije nje izvođena neka manje ritmična ili mračnija pjesma.
"The Rising" je u koncertnom aranžmanu podlegla dvjema značajnim promjenama: puno su se više rabili titrajuća violina i dionica na kalvijaturama koji su na albumu u drugom planu. Tako se na koncertima u ulozi violinistice našla nova članica E Street Banda Soozie Tyrell, a Nils Lofgren je preuzeo kontravokalnu rečenicu "dram of life" pri kraju pjesme. Posebno je poznat postao uvod na violini, a signalizirao je tematski, ali i doslovni početak koncerata na Rising Touru. "The Rising" je izvedena i tijekom dodjele MTV-jevih glazbenih video nagrada te na dodjeli Grammyja 2003.
Razlika između sumornih stihova i zajedničkih refrena postao je ključni faktor u interpretiranju "The Rising" na Springsteenovim koncertima, kada su on i publika u potonjem slučaju zajedno dizali ruke. Mnoge druge pjesme s albuma su imale drugačije interpretacije od same povezanosti s napadima 11. rujna, a "The Rising" se nije pokazala kao iznimka. Taj koncept demonstrirao je country pjevač Keith Urban, koji je na tijekom svojeg posljednjeg nastupa na dodjeli CMT glazbenih nagrada uključio "The Rising" na kraju svoje pjesme "Better Life" zajedno sa zborom, žrtvama Uragana Katrina.
Smještena u središnjem dijelu seta tijekom kratke turneje Vote for Change 2004., "The Rising" je snažno pozdravljena od publike, posebno one koja ju je tada doživjela kao simbol političkog preokreta. Kada je 2005. na red došao samostalni Devils & Dust Tour, Springsteen je nastavio uvrštavati "The Rising", ali sada na akustičnoj gitari; obično se pojavljivala u drugom dijelu koncerata, a označavala je povratak na gitarski dio nakon nekoliko pjesma izvedenih na klaviru. "The Rising" nije izvođena tijekom Sessions Band Toura 2006., ali je zauzela istaknuto mjesto na Magic Touru 2007. s E Street Bandom, smještena između dvije politički najorijentiranije pjesme s albuma Magic, "Devil's Arcade" i "Last to Die". Pjesma se nastavila pojavljivati kao predzadnja u glavnom setu tijekom Working on a Dream Toura 2009.

## Kampanja i politička upotreba
Tijekom američke predsjedničke kampanje 2008., "The Rising" je isprva korištena kao završna pjesma na skupovima Johna Edwardsa. Usprkos jezovitom ugođaju pjesme, refren "Rise up" je odgovarao završnim poticaju u Edwardsovim govorima. Tada je pjesmu počela koristiti i kampanja Hillary Rodham Clinton, posebno na kraju njezinih skupova ili proslava pobjede. Nakon što je Springsteen u travnju 2008. podupro Baracka Obamu, Obamina kampanja je počela mijenjati "City of Blinding Lights" sastava U2 s "The Rising" kao pjesmu za početak skupova.
Sam Springsteen je izvodio "The Rising" tijekom svojih samostalnih akustičnih pojavljivanja nazvanih Change Rocks početkom listopada 2008. na skupovima za registraciju i glasovanje Obaminih glasača. Pjesma je emitirana odmah nakon Obamina pobjedničkog predsjedničkog govora u noći 4. studenog 2008. u Grant Parku u Chicagu.
Springsteen je pjesmom 18. siječnja 2009. otvorio Obaminu inauguraciju. Izveo ju je na akustičnoj gitari, a pratio ga je ženski zbor sa 125 članica u crvenim haljinama.
Sam Springsteen je komentirao put koji je pjesma prošla: "Napišete 'The Rising' za ovo, uzme se i iskoristi za ono, pa tako završite ondje. Da mi je netko 2001. rekao pjevat ćeš ovu pjesmu na inauguralnom koncertu prvog afroameričkog predsjednika, rekao bih, 'Huh?' Ali prođe osam godina, i tu se nađete. Tu ste, plivate zajedno sa strujom povijesti, a vaša glazba čini istu stvar."

## Vanjske poveznice
- Stihovi "The Rising"  Arhivirana inačica izvorne stranice od 9. rujna 2007. (Wayback Machine) na službenoj stranici Brucea Springsteena